# Муллис, Кэри
Кэри Бенкс Му́ллис (англ. Kary Banks Mullis; 28 декабря 1944, Ленуар, Северная Каролина, США — 7 августа 2019, Ньюпорт-Бич, Калифорния, США) — американский биохимик,  создатель метода ПЦР, лауреат Нобелевской премии по химии 1993 года, которую он разделил с Майклом Смитом.

## Биография и научная работа
Кэри Муллис родился в городке Леноир в Северной Каролине 28 декабря 1944 года в семье фермера и провёл детство в городе Колумбия (Южная Каролина). Именно жизнь в сельской местности пробудила его ранний интерес к биологии. Муллис окончил Технологический институт Джорджии в 1966 году и защитил диссертацию по биохимии в Университете Калифорнии в Беркли в 1972 году, где изучал структуру и синтез белка.
После защиты диссертации Муллис на время отошёл от научной деятельности, писал художественные произведения в жанре фантастики. Однако вскоре он вернулся в биохимию и провёл 2 года в Школе медицины Канзасского университета, а затем перешёл в биотехнологическую корпорацию Cetus. Работая в этой компании, Муллис в 1983 году разработал метод полимеразной цепной реакции, внесший революционные изменения в молекулярную биологию и медицину. В 1993 году учёный получил за это открытие Нобелевскую премию по химии.
Кэри Муллис умер 7 августа 2019 года в возрасте 74 лет в своем доме в Ньюпорт-Бич от сердечной и дыхательной недостаточности, явившихся осложнениями пневмонии.

## Личные взгляды
Муллис отличался неординарными и противоречивыми взглядами на многие научные проблемы. В своей биографии, изданной в 1998 году, он выразил несогласие с научными наблюдениями об изменении климата, истощении озонового слоя и связью между ВИЧ и СПИДом, объясняя существующую консенсусную позицию по этим вопросам заговором между экологами, правительствами и учёными (которые, по его мнению, в данной ситуации движимы карьерными и меркантильными целями). В книге он также сообщил, что верит в астрологию.
По свидетельству Джона Мартина (John F. Martin), в 1990-е годы — президента Европейского общества клинических исследований, председательствовавшего на 28-й конференции этого общества в Толедо, выступление Муллиса на этой конференции по проблеме ВИЧ ни по общему стилю, ни по научному содержанию не соответствовало уровню публичного выступления одного из ведущих учёных и, более того, потенциально могло иметь разрушительное влияние на формирование взглядов молодых учёных.

## Награды и признание
- 1990 — Премия Уильяма Аллана[англ.]
- 1991 — Международная премия Гайрднера
- 1992 — Премия Роберта Коха
- 1992 — Медаль Джона Скотта
- 1993 — Нобелевская премия по химии
- 1993 — Премия Японии

## Общественная деятельность
В 2016 году Муллис подписал письмо с призывом к Greenpeace, Организации Объединенных Наций и правительствам всего мира прекратить борьбу против использования генетически модифицированных организмов (ГМО).